# Cinéfrance
Cinéfrance gère deux sociétés de production et de spectacle vivant : Cinéfrance 1888 créée en 2012 et Cinéfrance Plus créée en 2015. Elle est issue de la création en 2013 du département cinéma et audiovisuel de la banque Neuflize OBC. Son président est Étienne Mallet et Julien Deris et David Gauquie en sont administrateurs et directeurs généraux.

## Filmographie sélective
- 2013 : 9 mois ferme
- 2014 : Les Francis
- 2014 : Magic in the Moonlight
- 2014 : Le Grimoire d'Arkandias
- 2014 : Gemma Bovery
- 2014 : Lou ! Journal infime
- 2014 : Tu veux...ou tu veux pas ?
- 2014 : On a failli être amies
- 2014 : Brèves de comptoir
- 2014 : Barbecue
- 2014 : Les Gazelles
- 2014 : Babysitting
- 2014 : Yves Saint Laurent
- 2014 : L'Affaire SK1
- 2015 : L'Hermine
- 2015 : Le Talent de mes amis
- 2015 : En équilibre
- 2015 : Enragés
- 2015 : Floride
- 2015 : Le Nouveau
- 2015 : Braqueurs
- 2015 : Babysitting 2
- 2015 : Pension complète
- 2015 : Comment c'est loin
- 2016 : La Tour 2 contrôle infernale
- 2016 : Médecin de campagne
- 2016 : Le Convoi
- 2016 : Amis Publics
- 2016 : Bienvenue à Marly-Gomont
- 2016 : Five
- 2016 : Le Secret des banquises
- 2016 : La Taularde
- 2016 : Les Têtes de l'emploi
- 2016 : Arès
- 2017 : Ouvert la nuit
- 2017 : Plonger
- 2017 : La douleur
- 2018 : Au poste
- 2021 : Barbaque
- 2021 : Super-héros malgré lui
- 2024 : En tongs au pied de l'Himalaya de John Wax